# Llista d'episodis de Rovelló
Rovelló és una sèrie d'animació catalana d'Antoni D'Ocon, basada en la novel·la infantil de Josep Vallverdú Rovelló. Fou coproduïda per D'Ocon Films, Editorial La Galera i Televisió de Catalunya i estrenada l'1 de novembre de 2000 pel Canal 33, reemetent-se posteriorment pel K3 i el canal Super3 en diverses ocasions. Està formada per tres temporades de 26, 27 i 52 episodis respectivament.

## Llista d'episodis

### Primera temporada (2000)
| # | Títol                                 | Data d'estrena a Catalunya |
| --- | ------------------------------------- | -------------------------- |
| 1 | «La cerca d'una llar»                 | 1 de novembre de 2000      |
| L'amo d'una botiga d'animals regala un gosset sense raça ni pedigrí a una família feliç. Quan se l'emporten de pícnic, l'animaló es perd al bosc, on s'ha d'enfrontar als perills d'un món que desconeix fins que trobi uns nous amos. |                                       |                            |
| 2 | «Què en farem d'aquest gos?»          | 2 de novembre de 2000      |
| El Rovelló troba un nou amo, el Llisot, un noi pagès del Mas Tolosa. Però la cosa no està gens fàcil: el Llisot ha d'aconseguir que la seva tieta Nyera accepti el nou habitant, perquè si alguna cosa no falta al mas són bestioles... |                                       |                            |
| 3 | «La maledicció dels tres gossos»      | 3 de novembre de 2000      |
| La Nyera ja ha acceptat el Rovelló, però encara hi ha qui no el vol al mas. Segons el Belluguet, el fantasma d'un gos que habita el celler, sobre el Mas Tolosa pesa una maledicció centenària que fa que quan hi viuen tres gossos es desencadenin grans desgràcies. I el Rovelló, amb la Sanda i el Mullat, és el que fa tres... |                                       |                            |
| 4 | «Fal·lera d'ous»                      | 6 de novembre de 2000      |
| El Com Fuig, el guineuot temptador, desperta en el Rovelló la fal·lera per menjar ous. Però aquesta fal·lera li portarà problemes: els ous són una menja reservada als humans o als animals salvatges, però no als gossos domèstics... |                                       |                            |
| 5 | «Ara ve Nadal...»                     | 7 de novembre de 2000      |
| S'acosta Nadal i l'època dels regals. Com cada any, el Mas Tolosa es cobreix de neu. És la primera vegada que el Rovelló ho veu tot de color blanc. Però passat l'ensurt, aviat descobreix noves maneres de jugar. Qui sap si es convertirà en el primer gos esquiador... |                                       |                            |
| 6 | «Convertit en reclam»                 | 8 de novembre de 2000      |
| Després d'una trobada al bosc amb el guineuot Com Fuig, al Rovelló se li enganxa tant la ferum de la feristela que ben aviat li segueixen el rastre tots els caçadors de la contrada. Sense voler-ho, s'ha convertit en una presa... |                                       |                            |
| 7 | «Un gos de circ»                      | 9 de novembre de 2000      |
| Segons el Pauet, el Rovelló és un ser ben inútil per a ells. La Sanda i el Mullat, en canvi, són gossos caçadors i vigilants. El Llisot replica dient que el seu és un gos rovellonaire. El Pauet contesta que la temporada de bolets és ben curta: què fa doncs aquell gos els altres mesos de l'any? El Llisot es queda sense resposta. I el Rovelló, ben preocupat.                                                                                                  |                                       |                            |
| 8 | «Estrella del circ»                   | 10 de novembre de 2000     |
| El Gran Circus segresta el Rovelló per explotar-lo al seu circ. El Rovelló, amb l'ajuda de la puça Guitarra, lluita per alliberar-se i fugir d'allà. |                                       |                            |
| 9 | «A la caça de la guineu»              | 13 de novembre de 2000     |
| En Llisot té ganes d'anar a caçar la guineu per primera vegada. L'oncle Pauet, caçador expert, està malalt i no el pot acompanyar. Qui sí que l'acompanya és el Rovelló, que també debuta com a gos de caça... |                                       |                            |
| 10 | «Aprenent de gos d'atura»             | 14 de novembre de 2000     |
| El Rovelló vol provar de fer de gos d'atura. Però això de guardar i menar ramats d'ovelles no és tan senzill com sembla. Potser se n'ha de venir de mena... Perquè si no se'n ve de mena, el ramat pot desaparèixer... |                                       |                            |
| 11 | «Una llauna a la cua»                 | 15 de novembre de 2000     |
| El Rovelló és víctima del pitjor dels inferns a què pot ser sotmès un gos: tenir un pot de llauna lligat a la cua. Molts gossos víctimes d'aquesta malifeta han parat bojos abans no se n'han pogut deslliurar... |                                       |                            |
| 12 | «La fugida»                           | 16 de novembre de 2000     |
| El Rovelló se les empesca per cridar l'atenció del seu amo... Vol que jugui amb ell. És clar que això embolica la troca de valent i el pobre Rovelló, sol i atrapat, té problemes ben grossos... |                                       |                            |
| 13 | «Presoners de la por»                 | 17 de novembre de 2000     |
| Des de fa uns dies, cada nit se senten uns sorolls estranys procedents del paller vell, situat més enllà de l'era. La Nyera i el Pauet no els senten perquè les seves estances queden molt allunyades. Els que sí que els senten molt bé són la Sanda, el Mullat i el Rovelló. Els dos primers tenen por. Expliquen al cadell que són sorolls que des de sempre s'han sentit al vell paller... El Rovelló encara no sap què és la por. En aquest episodi ho descobrirà. |                                       |                            |
| 14 | «La marca del territori»              | 20 de novembre de 2000     |
| El Rovelló no en té mai prou amb les quatre parets del mas Tolosa. Està tan obsessionat per descobrir nous territoris, que es fica en un bon embolic. De tan negre com queda, ningú no sap que és el Rovelló... Tothom el pren per un gos rodamón. |                                       |                            |
| 15 | «Dues famílies per a un sol gos»      | 21 de novembre de 2000     |
| La tia Nyera ha decidit provar d'aixecar l'economia del mas aprofitant el boom del turisme rural. Els primers clients que arriben de ciutat tenen alguna cosa que és familiar al Rovelló. Les sospites es dissipen quan un dia comenten que fa temps van perdre un gos per aquella zona... El Rovelló té l'oportunitat de conviure amb els seus primers amos per decidir si se'n va amb ells o es queda al mas...                                                       |                                       |                            |
| 16 | «L'heroi de Navell»                   | 22 de novembre de 2000     |
| El Rovelló troba un animaló ben estrany: un nadó. La seva feina serà protegir el nen de les bèsties salvatges... i, sobretot, del temible Gran Circus... |                                       |                            |
| 17 | «Rovelló & Llisot, societat limitada» | 23 de novembre de 2000     |
| El Llisot i el Rovelló finalment s'han decidit a muntar una paradeta de rovellons... És clar que hi ha qui n'està gelós i els vol espatllar el negoci. I la millor manera d'engegar-ho tot a rodar és col·locar un bolet verinós enmig dels que no ho són... |                                       |                            |
| 18 | «Amb això no s'hi juga»               | 24 de novembre de 2000     |
| El Llisot ha decidit canviar d'ofici. Es vol dedicar a la rellotgeria, però sembla que a l'Oriana no li fa gens de gràcia aquesta nova feina. El Rovelló està tan avorrit que no se li acut res més que organitzar una cursa de tractors. |                                       |                            |
| 19 | «Olor d'aventura»                     | 27 de novembre de 2000     |
| Segons la Sanda i el Mullat, el Rovelló encara segueix fent olor de gos de botiga i no desenvoluparà mai l'olfacte de gos perdiguer com ells. Un dia, el Rovelló surt a la recerca d'una olor més pròpia d'un gos de pagès. El Fredolic neutralitza l'olfacte dels gossos de mas, tirant-los pebre al menjar. Ara, l'únic que el pot ensumar i enxampar és el Rovelló.                                                                                                  |                                       |                            |
| 20 | «Coloma, Coloma, Coloma!!!»           | 28 de novembre de 2000     |
| El Fredolic roba la gossa Coloma. La vol vendre i treure'n molts diners a canvi. El Rovelló fa tot el possible per rescatar la seva estimada. |                                       |                            |
| 21 | «Fugitius»                            | 29 de novembre de 2000     |
| Un dia, tot jugant, el Rovelló posa el cap dins d'una galleda on hi ha roba en remull i la boca se li omple d'escuma. Ben aviat, la gent el veu com un perillós gos rabiós. Paral·lelament, el Llisot, a recollir el botí d'un atracador que fuig, es converteix, a ulls dels ciutadans de Navell, en l'atracador. En un moment, amo i gos s'han convertit en fugitius...                                                                                               |                                       |                            |
| 22 | «Premis i més premis»                 | 30 de novembre de 2000     |
| En una nit de tempesta cau un llamp damunt del tractor d'en Llisot i el fa mal bé. En Llisot es queda sense tractor i no sap com aconseguir els diners per pagar la reparació. |                                       |                            |
| 23 | «Per una truita de rovellons»         | 1 de desembre de 2000      |
| En una trobada aparentment casual, el Fredolic repta el Llisot a demostrar si el Rovelló, a més de rovellons, sap trobar tòfones. El Fredolic posa en joc el títol de millor gos tofonaire del país, que té el Trufot. I el perd. I el títol passa a ser del Rovelló. El títol i un munt d'obligacions que contrauen automàticament el gos i el Llisot... |                                       |                            |
| 24 | «La pujada a la roca»                 | 4 de desembre de 2000      |
| La Sanda i el Trufot s'enamoren. Però això no és del gust de tothom! Que els dos gossos s'estimin porta complicacions al mas Tolosa... Remullades, crits, separacions... I potser algun casament i tot! |                                       |                            |
| 25 | «On és el Mèu?»                       | 5 de desembre de 2000      |
| El Meu descobreix el Rovelló a la cuina, i quan miola el denuncia. El gos surt corrents a l'exterior i el gat el segueix. El Meu cau en una rasa oberta. El gat no pot sortir sense ajuda. El gos decideix donar-li una lliçó i el castiga a passar la nit dins de la rasa. Pensa que, l'endemà, la Nyera o el Pauet el trobaran de seguida. Però no és així... |                                       |                            |
| 26 | «És l'hora dels adéus»                | 6 de desembre de 2000      |
| El Llisot accepta una feina que li aconsegueix el pare de l'Oriana. Té molts avantatges i un sol inconvenient: és a la ciutat, i això vol dir que se n'hi ha d'anar a viure. Per la seva part, el puçot Guitarra es troba un vell col·lega de picades que l'anima a marxar amb ell a la recerca d'aventures. El gos es planteja deixar ell també el mas Tolosa... |                                       |                            |

### Segona temporada (2002)
| # | Títol                                                | Data d'estrena a Catalunya |
| --- | ---------------------------------------------------- | -------------------------- |
| 27 | «Inútils i prescindibles»                            | 1 de gener de 2002         |
| El guineuot Com-Fuig i el gos fantasma Belluguet tenen només dues coses en comú: són amics del Rovelló i els dos se senten inútils i prescindibles. El Com-Fuig perquè l'han declarat espècie protegida i no troba sentit a la vida de guineuot salvatge. I el Belluguet perquè ja no espanta ningú. El Rovelló intentarà que le guineuot i el fantasma es facin amics. Però no li serà gens fàcil, perquè els gossos caçadors i les guineus mai s'han dut bé.                                        |                                                      |                            |
| 28 | «Cop de sol»                                         | 1 de gener de 2002         |
| El Llisot, reticent a posar-se barret quan feineja pel camp, és víctima d'un cop de sol que li fa fer i dir moltes bajanades. Es pensa que és l'heroi d'una llegenda que li va explicar el Pauet quan era un nen: es pensa que és Guifré I, el Pelós, el cavaller més valent de tots i que s'ha d'enfrontar amb un drac. Quan sembla que es quedarà així tota la vida, un remei inesperat el fa tornar a la realitat.                                                                                 |                                                      |                            |
| 29 | «L'últim mascle»                                     | 1 de gener de 2002         |
| La televisió difon la notícia que el Rovelló és l'únic mascle que queda de la seva espècia. I això provoca que molts caçafortunes arribin a la comarça a capturar-lo. I al Rovelló li surt l'instint primitiu de fugir. |                                                      |                            |
| 30 | «Examen de primer curs»                              | 1 de gener de 2002         |
| El Guitarra li planteja al Rovelló que ha arribar l'hora de fer-li la prova per veure si està preparat per deixar de ser un cadell. Ho ha parlat amb la Sanda i el Mullat i ells hi estan d'acord. El Rovelló en principi no vol deixar de ser un cadell. "S'està tan bé sent un cadell!" Però el Guitarra l'acaba convencent que el temps no passa perquè sí i que no es pot passar tota la vida menjant sopes de llet. El Rovelló no ho té clar.                                                    |                                                      |                            |
| 31 | «El Pauet i la Nyera són fora»                       | 2 de gener de 2002         |
| La Nyera i el Pauet se'n van de cap de setmana, cosa que no havien fet mai. La parella ho intenta deixar tot lligat pel que pugui passar en la seva absència. Fins i tot el Pauet li fa un llistat al Llisot amb les feines de camp que haurà de fer: espiforrar les xarungues, mullestar els sarnells, eixamullar el bornàs... Però mai es pot preveure tot. I durant l'absència del Pauet i la Nyera hi haurà més d'un imprevist.                                                                   |                                                      |                            |
| 32 | «Llisot, mecànic de ciutat»                          | 3 de gener de 2002         |
| El Llisot descobreix que té molt bona mà fent de mecànic. I l'Oriana l'anima a convertir-se en mecànic professional. Si el Llisot fa cas a l'Oriana, haurà d'anar-se'n a la ciutat. Per aquest motiu, el Rovelló intentarà que el seu amo canviï d'idea. |                                                      |                            |
| 33 | «Jubilació anticipada»                               | 4 de gener de 2002         |
| Per error, en Pauet rep una notificació comunicant-li que la seva jubilació és imminent. L'oncle es rebel·la davant la notícia, perquè se sent capaç de treballar en totes les feines del camp pels segles dels segles. Al Rovelló, en canvi, la idea de la jubilació anticipada li sembla interessant, així que decideix no fer cap feina més de les que li manen. |                                                      |                            |
| 34 | «Veïns enfrontats»                                   | 5 de gener de 2002         |
| Un parell de maleses del Rovelló, provoquen l'enfrontament entre els del Mas Canut i els del Mas Tolosa. En Llisot, al mig, mirarà de trobar la pau. Però no l'hi posaran gens fàcil, ni els uns ni els altres. |                                                      |                            |
| 35 | «El disgust de la Coloma»                            | 6 de gener de 2002         |
| La Coloma planta el Rovelló en una cita, i aquest, per tornar-li la plantada, decideix no anar a veure-la durant un temps. La Coloma ho encaixa molt malament i té un gran disgust. L'Oriana no pot sofrir veure la seva gosseta en aquell estat i intenta forçar la situació. La cosa es complica quan s'hi fica pel mig el Sr. Canut. Una nova batalla entre el Tolosa i els Canut està servida. |                                                      |                            |
| 36 | «Rovelló invisible»                                  | 7 de gener de 2002         |
| El Pauet, la Nyera i el Llisot detecten que el Rovelló se sent massa el centre del món. I pel seu bé, decideixen ignorar-lo durant uns quants dies per veure si li baixen els fums. Això coincideix amb una broma del Mullat i la Sanda, que li fan creure que és invisible -broma iniciàtica que la Sanda ja li va fer en el seu dia al seu fill-. Tot plegat fa que el Rovelló es pensi realment que és invisible, i feina tindrà el Guitarra per fer-li veure que no.                              |                                                      |                            |
| 37 | «Fent de guineu»                                     | 12 de gener de 2002        |
| El guineuot Com-Fuig vol anar a donar-li l'últim adéu -pòstum- a un parent seu que han dissecat en una comarca veïna, i li proposa al Rovelló que el substitueixi en la seva parcel·la del bosc perquè cap altra guineu s'hi instal·li, en definitiva: que faci de guineu. El nostre cadell accepta, commogut pel motiu pel qual el Com-Fuig ha de marxar. El que no sap és que el Com-Fuig es fa fonedís perquè ha sentit que aquell cap de setmana en el seu bosc hi ha batuda per caçar la guineu. |                                                      |                            |
| 38 | «Canvi de papers»                                    | 13 de gener de 2002        |
| En Rovelló està convençut que els gats viuen més bé que els gossos. En Guitarra, per demostrar-li que no, parla amb en Meu perquè accedeixi a fer uns quants dies de gos mentre en Rovelló fa de gat. En Meu accepta el repte. |                                                      |                            |
| 39 | «Amèrica»                                            | 19 de gener de 2002        |
| En un concurs televisiu el Pauet guanya un premi per saber el punt cardinal cap a on s'ha d'assenyalar Amèrica. A partir d'aleshores al Rovelló se li fica a la ceba anar a Amèrica, o com diu ell "descobrir Amèrica". Ja sap que Amèrica és plena de gossos, però vol ser el primer gos en descobrir Amèrica anat-hi des d'Europa. Tot això coincideix amb un intent del Sr. Canut per enviar el Llisot a Amèrica i allunyar-lo de l'Oriana.                                                        |                                                      |                            |
| 40 | «Roses i llibres»                                    | 25 de maig de 2002         |
| Una nit el Rovelló enxampa el Fredolic robant roses d'uns rosers que han plantat al jardí de Mas Tolosa. Després de fer-lo fora amb l'ajut de la Sanda i el Mullat, el Rovelló es queda tot sol ensumant les roses. I es punxa el nas. Enrabiat, el gos destrossa els rosers perquè es pensa que l'estan atacant. L'endemà s'adona de la gravetat del que ha fet: tots els habitants de Navell comptaven amb aquelles roses per celebrar la Diada de Sant Jordi.                                      |                                                      |                            |
| 41 | «Somnis dolços i amargants»                          | 26 de maig de 2002         |
| Arran d'un malson, on el Rovelló és acorralat per un munt de rates, el gos pregunta al Guitarra si el que somia passa després. El puçot respon que gairebé mai. La nit següent, el Rovelló somia que tot el que l'envolta és de xocolata: els ous, el mas Tolosa, els arbres del bosc. I l'endemà el somni esdevé realitat: el gos troba uns ous de xocolata, una reproducció en xocolata de mas Tolosa i els voltants...                                                                             |                                                      |                            |
| 42 | «El segrest de la castanyera»                        | 1 de juny de 2002          |
| Ja fa unes quantes nits que algú roba ous del galliner de Mas Tolosa. Per aquest motiu, el Llisot posa en alerta els gossos: els demana que a les nits estiguin a l'aguait i els entrena perquè bordin com gossos perillosos. Aquella mateixa nit, el Rovelló sent un soroll sospitós. Tot sol enxampa la Tia Nyera disfressada de Castanyera. La foscor i els lladrucs de gos perillós del Rovelló fan que no es reconeguin mútuament.                                                               |                                                      |                            |
| 43 | «Uns troncs molt generosos»                          | 2 de juny de 2002          |
| La nit de Nadal, el Rovelló veu com els de Mas Tolosa fan cagar el tió. L'endemà se'n va al bosc a la recerca d'un tronc perquè cagui un os per a ell. La guineu Com-Fuig se'n riu d'ell: el tió només funciona amb les persones. Però el Rovelló està decidit a no moure's del bosc fins que el tronc li doni l'os. |                                                      |                            |
| 44 | «Fugitius»                                           | 8 de juny de 2002          |
| De bon matí, el Guitarra adverteix el Rovelló que no se'n vagi sense haver parlat abans amb ell, "avui és un dia molt especial, ja som a l'estiu i...". Però el Rovelló que ha quedat amb la Coloma se'n va sense fer-li cas. Ben aviat, els dos gossos es veuram perseguits per petards de tot tipus (piules, correcames...). I es que ells no ho aben, però estan a punt de descobrir com celebren les persones la revetlla de Sant Joan.                                                           |                                                      |                            |
| 45 | «Desmemoriat»                                        | 9 de juny de 2002          |
| El Rovelló descobreix que el Gran Circus planeja segrestar el Mullat per quedar-se'l per explotar-lo al circ (ja s'ha cansat d'anar inútilment al darrere del Rovelló, massa vigilat pel Llisot). El Rovelló se'n va corrent al mas Tolosa per alertar la Sanda i el Mullat. Però, pel camí, té un accident i perd la memòria. |                                                      |                            |
| 46 | «Jo no sóc jo»                                       | 15 de juny de 2002         |
| Convençut que no aconseguirà mai el Rovelló, el Gran Circus s'ha fet fer un clònic del gos. Aquest fet provoca una sèrie de malentesos entre els animals i les persones de Mas Tolosa. I és que el clònic, a més d'actuar al circ, es passejarà per Navell i pel mas fent de Rovelló. |                                                      |                            |
| 47 | «Sigues tu mateix»                                   | 16 de juny de 2002         |
| Últimament, el Llisot només sent afalacs de l'Oriana i el seu pare sobre un tal Ramon. El tipus en qüestió és un company d'estudis de l'Oriana i futur soci del pare. El Llisot s'obsessiona a ser com s'imagina que és el tal Ramon. I s'apunta a un munt de cursos per estar al seu nivell. No s'adona que a l'Oriana el que més li agrada del Llisot és que sigui com és. |                                                      |                            |
| 48 | «El príncep destronat»                               | 22 de juny de 2002         |
| El Llisot està a punt de patir un accident. I el Mullat el salva posant en perill la seva pròpia vida. Aquest fet provoca que el Mullat es converteixi en el gos preferit del Llisot. I el Rovelló viu aquesta situació com alguns nens viuen l'arribada d'un nou germà, que els treu protagonisme. El Rovelló no pararà fins a fer alguna cosa encara més important per al Llisot que la que va fer el Mullat...                                                                                     |                                                      |                            |
| 49 | «El tresor més valuós»                               | 23 de juny de 2002         |
| Tot passejant pel bosc, el Rovelló troba un vell manuscrit. És el mapa d'un tresor amagat al bosc, que, segons el paper, conté el "tresor més valuós del món". Quan li porta el paper al Llisot, aquest organitza una expedició a la recerca del tresor. El Pauet s'hi apunta el primer, i de mica en mica descobrirem que sap alguna cosa d'aquell tresor. Tot plegat ha arribat també a orelles del Fredolic, que els segueix de ben a prop.                                                        |                                                      |                            |
| 50 | «La primavera ja és aquí»                            | 24 de juny de 2002         |
| El Rovelló observa que fa uns dies que hi ha molt moviment al bosc, al mas i a Navell. Persones i animals es mouen amunt i avall inquiets, buscant estar a prop de congèneres de l'altre sexe. Sent uns nens que canten una cançó sobre "la primavera" i el Guitarra li explica que això que està passant té molt a veure amb la primavera, i que algun dia també l'afectarà a ell. El gos no ho creu així i fuig quan detecta que la Coloma s'acosta.                                                |                                                      |                            |
| 51 | «Ni neu ni Mèu»                                      | 24 de juny de 2002         |
| El Mèu està més repel·lent que mai. Es passa el dia fent dentetes als gossos sobres els seus privilegis: dorm calentet, viu dins del mas... Un vespre, el Rovelló desitja que el gat desaparegui per sempre. I l'endemà, el Mèu no hi és: l'han ingressat al veterinari, perquè ha estat intoxicat per un verí! El Rovelló té molts remordiments, pel que va pensar. I, a més, contràriament al que es pensava, comença a enyorar el Mèu: sense ell, la vida a mas Tolosa és més avorrida.            |                                                      |                            |
| 52 | «El dia que el Rovelló no va poder celebrar el sant» | 6 de desembre de 2002      |
| Els amics del Rovelló li han preparat una festa sorpresa pel seu sant. Ell no en sap res, tot surt com estava previst. Tot menys una cosa. I l'alegria es transforma en tristor, perquè el Rovelló ha desaparegut. És clar que la policia i els seus gossos ensinistrats potser el trobaran a temps. O potser no. Haurem d'esperar al pròxim episodi per saber-ho, amics. |                                                      |                            |
| 53 | «On ets, Rovelló?»                                   | 6 de desembre de 2002      |
| Tothom troba a faltar en Rovelló. A Navell tothom està tan trist que els carrers estan deserts. L'oncle Pauet es posa malalt del disgust i en Llisot se'n vol anar per oblidar-lo. Ni tan sols en Meu no se'n sap avenir, del que ha passat. |                                                      |                            |

### Tercera temporada (2004)
| # | Títol                                           | Data d'estrena a Catalunya |
| --- | ----------------------------------------------- | -------------------------- |
| 53 | «Foc!»                                          | 12 d'agost de 2004         |
| El pitjor que pot passar a un bosc és que es cremi. Però per desgràcia això passa força sovint... Una vegada es va calar foc al bosc que hi ha a prop del Mas Tolosa. Molts arbres es van cremar... i els animals del bosc van córrer un gran perill. El Rovelló i el Guitarra van haver de lluitar per evitar que els seus amics prenguessin mal. |                                                 |                            |
| 54 | «Canta que cantaràs (les caramelles)»           | 13 d'agost de 2004         |
| En aquest episodi, els carrers de Navell s'ompliran de música. No hi ha res més bonic que et dediquin una cançó. L'Oriana també voldrà que el Llisot li canti una serenata d'amor. És clar que no en té ni idea, i haurà de practicar molt, i en Rovelló, intentant ajudar, encara empitjorarà més la situació. |                                                 |                            |
| 55 | «Innocent!»                                     | 16 d'agost de 2004         |
| Ha arribat el dia dels Sants Innocents al Mas Tolosa, i se'n preparen unes quantes. S'ha d'anar en compte, perquè algunes bromes sortiran millor que altres. Però el cert és que ningú se'n salvarà, de les llufes i les innocentades. |                                                 |                            |
| 56 | «Amb la mel a la boca»                          | 17 d'agost de 2004         |
| Una abella sola no suposa cap perill. Encara que voli molt ràpid! Però quan es reuneixen moltes abelles és una altra cosa. Poden ser molt perilloses si comencen a picar a tort i a dret! En aquest episodi, el Rovelló descobrirà que al món de les abelles, igual que al món de les persones, n'hi ha de bones i de dolentes! |                                                 |                            |
| 57 | «Enllunats»                                     | 18 d'agost de 2004         |
| El Rovelló el descobrirà el poder de la Lluna ben aviat. Quan la influència de la Lluna converteixi la Coloma en la gossa més antipàtica de la comarca, quan la influència de la Lluna faci parar una mica més boig els qui l'envolten, quan descobreixi que de la Lluna depèn gairebé tot. Sort que hi ha llibres que ens desvetllen alguns dels secrets del poder de la Lluna. En aquest episodi, es compartiran aquests secrets.                      |                                                 |                            |
| 58 | «Els jocs florals a Navell»                     | 19 d'agost de 2004         |
| Tothom, a Navell, s'està preparant per participar en els Jocs Florals, i descobriran que no és tan senzill, com sembla. Fins i tot al Belluguet li agradaria escriure un poema. El Fredolic també està decidit a guanyar el primer premi. I el Rovelló haurà d'ajudar el seu amo, i descobrir si algú fa trampes. |                                                 |                            |
| 59 | «Els Tres Tombs»                                | 20 d'agost de 2004         |
| S'acosta el dia dels Tres Tombs i al Mas Tolosa han de fer proves per veure qui ha d'encapçalar la desfilada. De vegades l'enginy guanya la força, però d'altres és la força la que triomfa. |                                                 |                            |
| 60 | «Els diables»                                   | 23 d'agost de 2004         |
| En Llisot haurà de fer de diable a les festes de Navell, però no s'atreveix ni a agafar la maça. En Rovelló tampoc no sap que ben aviat haurà de vèncer la por que té a l'aigua. |                                                 |                            |
| 61 | «La festa de l'arbre»                           | 24 d'agost de 2004         |
| En Rovelló ben aviat coneixerà la Festa de l'Arbre. També descobrirà altres coses, com ara que dos gossos es poden arribar a discutir per culpa d'un arbre. I és que els arbres tenen moltes sorpreses amagades. |                                                 |                            |
| 62 | «Bona i mala sort»                              | 25 d'agost de 2004         |
| És curiós com de vegades, en un sol dia, trobem un munt de senyals que ens indiquen la bona i la mala sort. En canvi, d'altres, per més que busquem, no trobem senyals per enlloc. Com serà la sort d'en Rovelló? |                                                 |                            |
| 64 | «El padrí»                                      | 26 d'agost de 2004         |
| Tothom sol tenir un padrí i una padrina. Bé, el Llisot i el Rovelló, no! Doncs demanaran ajuda a qui sigui, i se'n buscaran un. És clar que tenir un padrí a la força, a vegades no és gens divertit. I el Rovelló haurà de fer coses que no li agraden. |                                                 |                            |
| 65 | «La primera cirera»                             | 27 d'agost de 2004         |
| Les primeres cireres han arribat a Navell. El Guitarra sap molt bé, que amb el primer fruit de la temporada s'ha de tenir molta cura. Ésclar que aquesta tradició, és desconeguda pel Rovelló. Si el gosset s'ha menjat la primera cirera, s'ho pot passar molt malament. El Guitarra i els seus amics, hauran de salvar el Rovelló, abans no sigui massa tard.                                                                                          |                                                 |                            |
| 66 | «Contes a la vora del foc»                      | 30 d'agost de 2004         |
| Quina tragèdia tan gran! S'espatllarà el televisor al Mas Tolosa i se l'enduran a Navell per arreglar-lo! I no serà l'únic televisor espatllat, també s'espatllarà el del Fredolic! Sort que el bon Pauet, com es feia antigament, sap explicar contes a la vora del foc per passar una nit entretinguda! I fins i tot el Fredolic s'afegeix a la festa, encara que potser tenia unes altres intencions, i no pas gaire bones...                         |                                                 |                            |
| 67 | «Rovelló, no et deixaré mai»                    | 31 d'agost de 2004         |
| "Rovelló, no et deixaré mai" sembla una frase ingènua. La veritat és que representarà el començament de molts maldecaps per a tothom, fins i tot per al senyor Canut. Com s'acabarà aquest embolic? |                                                 |                            |
| 68 | «El gos missatger»                              | 1 de setembre de 2004      |
| En aquest episodi, el Rovelló s'oferirà a fer la feina de colom missatger durant una temporada. Serà tan eficient que fins i tot ell mateix ficarà als sobres les cartes que s'han d'enviar. Però això al Llisot no li farà gens de gràcia perquè a dins dels sobres hi ha, per equivocació, unes entrades que volia regalar a l'Oriana. I l'aventura està servida: el Rovelló i el Llisot hauran de recuperar la carta abans que arribi al destinatari. |                                                 |                            |
| 69 | «L'home de la pluja»                            | 2 de setembre de 2004      |
| Una llegenda és una història que ningú no sap si és veritat o mentida. Com la de l'home de la pluja, que diuen que neix després d'un dia sencer de pluja. I que no se'n va fins que arriba una altra tempesta. Mentrestant, els homes no es poden rentar i les dones en pateixen les conseqüències. Tots estarem pendents de la pluja, que passarà de llarg.                                                                                             |                                                 |                            |
| 70 | «Cadell per sempre»                             | 3 de setembre de 2004      |
| El temps passa inevitablement per a tothom, persones i animals. En Rovelló, que no vol créixer, desitja que el temps s'aturi, i se'n surt! Ara tothom voldrà que el temps torni a córrer, però no serà tan fàcil. |                                                 |                            |
| 71 | «No donar l'abast»                              | 6 de setembre de 2004      |
| Cadascun dels amics del Rovelló ha decidit demanar-li un favor. El problema és que tots l'hi demanen alhora, i en Rovelló no sap dir que no. El gosset no dona l'abast. Per això, el Guitarra decideix fer-li d'agenda i ajudar-lo a aprofitar el temps, fins i tot li fa de despertador, però el temps del Rovelló és limitat i haurà de decidir a qui pot fer un favor i a qui no.                                                                     |                                                 |                            |
| 72 | «El monument»                                   | 7 de setembre de 2004      |
| En Rovelló s'ha convertit en un heroi local i li fan un monument a la plaça de Navell. El gosset, que es pensa que no se'l mereix prou, vol fer alguna cosa molt grossa per ajudar el poble, com ara descobrir qui ha robat els diners de l'ajuntament. |                                                 |                            |
| 73 | «El que és i el que sembla que és»              | 8 de setembre de 2004      |
| De vegades les coses no són el que sembla que són. Ni la Lluna, ni les casualitats, ni les noves amistats de l'Oriana i la Coloma, ni la nova amistat d'en Llisot amb en Circus... O potser sí... Renoi, quin embolic! |                                                 |                            |
| 74 | «Llei de vida»                                  | 9 de setembre de 2004      |
| En aquest episodi veurem com la puça Guitarra, l'entranyable paràsit del Rovelló, es posa molt i molt malalta. El Rovelló, que creu que s'està morint de vella, vol saber si això és normal i es posa a investigar entre els gossos de la rodalia quants anys poden viure les puces... Finalment, quan ja semblarà massa tard i haurà posat la seva vida en perill mil vegades, treurà l'entrellat del misteri...                                        |                                                 |                            |
| 75 | «Guirigallus Muscarius»                         | 10 de setembre de 2004     |
| En aquest episodi, el Rovelló s'atiparà de Guirigallus Muscarius, uns falsos rovellons que tenen uns efectes inesperats... Aviat el Rovelló començarà a sentir la gent amb les veus canviades. El món es convertirà en un autèntic guirigall, i encara es complicarà més amb la desaparició de la Coloma. |                                                 |                            |
| 76 | «Ja no sempre estic content»                    | 13 de setembre de 2004     |
| És en Rovelló i sempre està content, tant si és de dia com si es fa de nit..." Això diu la cançó i és el que passa a tots els episodis. En aquest, però, en Rovelló decidirà deixar d'estar content. I és clar, es quedarà sol com un mussol. |                                                 |                            |
| 77 | «El Llisot està gelós»                          | 14 de setembre de 2004     |
| El Llisot i l'Oriana tenen una baralla d'enamorats... Al xicot se li acudeix que el Rovelló pot aconseguir que ells dos facin les paus... Però en comptes d'això, el gos aconsegueix que el Llisot es posi gelós... I no només el Llisot... |                                                 |                            |
| 78 | «Comte Rovelló»                                 | 15 de setembre de 2004     |
| El Rovelló veu la pel·lícula "Dràcula". Aquella nit se'n va a dormir amb por... Per acabar-ho d'adobar, li ataca una rata-pinyada. Quan es desperta l'endemà al matí està totalment convençut que l'ha mossegat i que s'ha transformat en un vampir. Aviat comença a amagar-se de la llum del sol, i a sentir fòbia pels alls. |                                                 |                            |
| 79 | «Fredolic i Gran Circus amos de Mas Tolosa»     | 17 de setembre de 2004     |
| El Mas Tolosa deixarà de ser de la Nyera i d'en Pauet i canviarà d'amos. En Rovelló intenta convocar una vaga entre els animals del mas, que no ho veuen gens clar. Al final, s'haurà d'enfrontar tot sol als nous propietaris. |                                                 |                            |
| 80 | «Els gossos rodamons»                           | 17 de setembre de 2004     |
| En aquest episodi, el Rovelló es tornarà a trobar amb dos vells coneguts seus. Són els dos gossos que hi havia a la botiga d'animals on van vendre el Rovelló. Els dos gossos són uns penques i s'aprofiten de la bons fe del gosset. I el Rovelló, bona fe com és, provarà de trobar-los de totes totes una casa on puguin viure. |                                                 |                            |
| 81 | «Teoria o pràctica»                             | 20 de setembre de 2004     |
| Fins ara, el Rovelló ho ha après tot amb la pràctica. Amb la pràctica, ha après que no totes les persones que semblen simpàtiques ho son realment, o que l'amor és bonic. En aquest episodi, el Rovelló aprendrà que, a més de la pràctica, per anar per la vida fa falta la teoria, fa falta saber el que diuen els llibres. |                                                 |                            |
| 82 | «Fredolic mon amour»                            | 21 de setembre de 2004     |
| El Rovelló té uns malsons terribles on tothom actua com si ell no existís. Qui també té uns malsons terribles és l'Oriana, que somia que es casa amb el poca-solta i pocavergonya d'en Fredolic. El pitjor de tot és que els malsons de l'Oriana mica en mica es van fent realitat. El Llisot se n'haurà d'empescar una de bona per evitar el que sembla inevitable.                                                                                     |                                                 |                            |
| 83 | «El gos dels acudits»                           | 22 de setembre de 2004     |
| En aquest capítol veurem un pallasso que no fa gràcia. El Rovelló li dona un cop de mà i aconsegueix arrencar el riure al públic. A partir d'aquest moment, passa a ser el gos dels acudits. Tothom es riu de qualsevol cosa que fa, cosa que no deixa de ser empipadora. |                                                 |                            |
| 84 | «RT, el gos extraterrestre»                     | 23 de setembre de 2004     |
| La terra és només un puntet al mig de l'univers. Segurament, hi ha més planetes habitats, i potser els seus habitants fan visites inesperades. Com li passarà al Rovelló, que rebrà la visita d'un Rovelló d'un altre planeta. I l'haurà d'ajudar a tornar amb els seus, abans no el trobin els caça-recompenses. |                                                 |                            |
| 85 | «El gos que sabia massa»                        | 24 de setembre de 2004     |
| Passejar pel bosc acostuma a ser bo. Però en aquest episodi, descobrirem que no sempre és així. Per ser en el lloc inoportú a l'hora inoportuna, el Rovelló veurà el que no havia de veure, i en sortirà molt malparat. |                                                 |                            |
| 86 | «L'altre Rovelló»                               | 27 de setembre de 2004     |
| En Llisot descobreix en un diari de fa trenta anys un gos que també es deia Rovelló i que va morir devorat per una guineu. Un seguit de coincidències fan que en Llisot comenci a pensar que la història està a punt de repetir-se. |                                                 |                            |
| 87 | «Amos i gossos»                                 | 28 de setembre de 2004     |
| Normalment els gossos fan cas dels seus amos. Avui la cosa canviarà. En Rovelló s'enfadarà amb en Llisot i decidirà no tornar-li a fer cas mai més. A en Llisot no li farà cap gràcia, això, i voldrà demostrar qui és el que mana. |                                                 |                            |
| 88 | «La cita»                                       | 29 de setembre de 2004     |
| El Llisot rep la trucada d'una admiradora secreta i queden citats per a l'endemà... Quan el Rovelló se n'assabenta, tem que el Llisot i l'Oriana s'acabin distanciant. I de rebot, que la seva relació amb la Coloma perilli... El nostre gos favorit, farà tot el que pugui per impedir que el seu amo acudeixi a la cita... |                                                 |                            |
| 89 | «El Guitarra canvia de casa»                    | 30 de setembre de 2004     |
| El Llisot rep la trucada d'una admiradora secreta i queden citats per a l'endemà... Quan el Rovelló se n'assabenta, tem que el Llisot i l'Oriana s'acabin distanciant. I de rebot, que la seva relació amb la Coloma perilli... El nostre gos favorit, farà tot el que pugui per impedir que el seu amo acudeixi a la cita... |                                                 |                            |
| 90 | «Llisot, home lliure»                           | 1 d'octubre de 2004        |
| El Llisot, influït per una pel·lícula que ha vist al cinema de Navell, i cansat de treballar al camp, decideix deixar-ho tot i viure lliure al bosc, caçant i collint fruits... Però viure del bosc no és gens fàcil. Ben aviat començaran les seves dificultats... |                                                 |                            |
| 91 | «Un mal dia»                                    | 4 d'octubre de 2004        |
| Tots hem tingut un mal dia alguna vegada. Un dia d'aquells que és impossible que les coses et surtin pitjor. En Rovelló tindrà un d'aquests dies, ple d'aventures i de complicacions. Això sí, aprendrà un munt de coses. |                                                 |                            |
| 92 | «Fantasmes a les golfes»                        | 5 d'octubre de 2004        |
| A les golfes hi passen coses molt estranyes. El fantasma del comte Tolosa tornarà a cobrar vida i farà la vida impossible als habitants de la casa. En Rovelló haurà de trobar una solució bona tant per als vius com per als morts. |                                                 |                            |
| 93 | «Assegurances per a gossos»                     | 6 d'octubre de 2004        |
| El Rovelló tindrà problemes a partir del moment que signa una assegurança per accidents. Té por que li passi el mateix que al Trufot, que no para de tenir trasbalsos des que el Fredolic li en va fer una. El Rovelló no se'n refia del Llisot i pensa que li vol fer alguna mala passada per embutxacar-se la indemnització de l'assegurança. |                                                 |                            |
| 94 | «No a les guerres»                              | 7 d'octubre de 2004        |
| Parlant la gent s'entén, diuen, Però no sempre és així. Hi ha qui prefereix fugir. O pitjor encara: fer una guerra!!! És hora de tocar el dos! I és que les guerres fan por fins i tot als fantasmes! En aquest episodi, el futur serà més negre que mai. Tant, que més d'un voldrà desaparèixer. |                                                 |                            |
| 95 | «Llisot protagonista»                           | 8 d'octubre de 2004        |
| Te l'imagines el Llisot de protagonista de la sèrie? Doncs avui s'entossudirà a ser-ho tant sí com no! I no només això! També en voldrà ser el guionista! Avui, doncs, el Rovelló se sentirà menys necessari que mai... Com acabarà tot plegat? |                                                 |                            |
| 96 | «Autopista a Navell»                            | 11 d'octubre de 2004       |
| A prop de Navell hi estan fent una autopista que posarà en perill tot el bosc que hi ha als voltants. L'única manera d'aturar les màquines seria que hi hagués alguna espècie en vies d'extinció. En Rovelló mourà cel i terra per trobar algun animal que s'hagi de protegir. |                                                 |                            |
| 97 | «Intimitat»                                     | 13 d'octubre de 2004       |
| El Rovelló s'afarta de ser sempre davant de les càmeres i decideix fugir a la recerca d'intimitat. En vista que no hi ha gos protagonista, les càmeres decideixen centrar-se en el Llisot i l'Oriana. Però, tenir l'audiència massa pendent de les seves vides, portarà la parella més guapa de Navell a la crisi. |                                                 |                            |
| 98 | «Famílies non grates»                           | 14 d'octubre de 2004       |
| Existeix un document que deia que els Tolosa i els Canut mai no es podrien ajudar. En aquest episodi, el Llisot decideix trencar-lo. I les relacions entre les dues famílies passaran pel pitjor moment de la història. Fins que algú fica la pota. I l'amistat entre els Canut i els Tolosa tornarà a trontollar. |                                                 |                            |
| 99 | «Eclipsats»                                     | 15 d'octubre de 2004       |
| A la televisió anuncien que ben aviat un eclipsi serà visible des de Navell. El Rovelló i els altres animals ho volen evitar perquè creuen que serà la fi del món. Els del Mas Tolosa, en canvi, volen aprofitar l'avinentesa i compren un telescopi per fer el negoci del segle. El Rovelló o els del Mas Tolosa, qui se sortirà amb la seva? |                                                 |                            |
| 100 | «Un petard massa sorollós»                      | 18 d'octubre de 2004       |
| En aquest episodi, uns ganàpies que només pensen a fer maleses, tiren uns petards al Mas Tolosa i a l'habitació del Llisot, que queda molt afectat. En principi, segons la doctora, sembla que no té res greu, però aviat comença a fer mil i una bestieses que fan pensar que el noi s'ha trastocat. |                                                 |                            |
| 101 | «El cas de les gallines que ponien ous ferrats» | 19 d'octubre de 2004       |
| En aquest episodi patirem calor, molta calor. Tanta calor que les abelles tindran més ganes de picar que mai. Tanta calor que les gallines pondran directament... ous ferrats!!! |                                                 |                            |
| 102 | «Guitarra sense guitarra»                       | 20 d'octubre de 2004       |
| La puça Guitarra es quedarà sense la seva vella i entranyable guitarra. L'insecte sospitarà que l'hi han pres. Per això interrogarà tothom amb l'ajuda del Rovelló. La guitarra de la puça es convertirà en un simple record o acabarà apareixent? |                                                 |                            |
| 103 | «Guaita com parlen»                             | 21 d'octubre de 2004       |
| El Llisot inventa i patenta un estri que canviarà la història: el primer traductor de gossos. L'invent es ven tan bé com els bolets. Al Rovelló però, no l'acaba de convèncer la nova relació parlada amb el seu amo, i decideix frustrar el que sembla el negoci del segle. |                                                 |                            |
| 104 | «Rebel·lió a la sèrie»                          | 22 d'octubre de 2004       |
| I si tot el que sabeu dels personatges fins ara no fos veritat? I si només foren actors que només fan els que els mana el guió? I si el Rovelló-actor i la Coloma-actriu no fossin amics? I si el Comfuig-actor fos un covard? I si res no fos veritat? |                                                 |                            |
| 105 | «On és tothom?»                                 | 29 d'octubre de 2004       |
| En aquest episodi, totes les persones desapareixeran sense dir ni ase ni bèstia. Fins i tot, el Llisot, el Pauet i la Nyera. El Rovelló i el Guitarra voldran saber què ha passat als seus amics de dues cames. El que descobriran els deixarà parats i també a nosaltres. |                                                 |                            |